# Sannes
Sannes est une commune française située dans le département de Vaucluse, en région Provence-Alpes-Côte d'Azur.
Ses habitants sont les Sannois et les Sannoises.

## Géographie

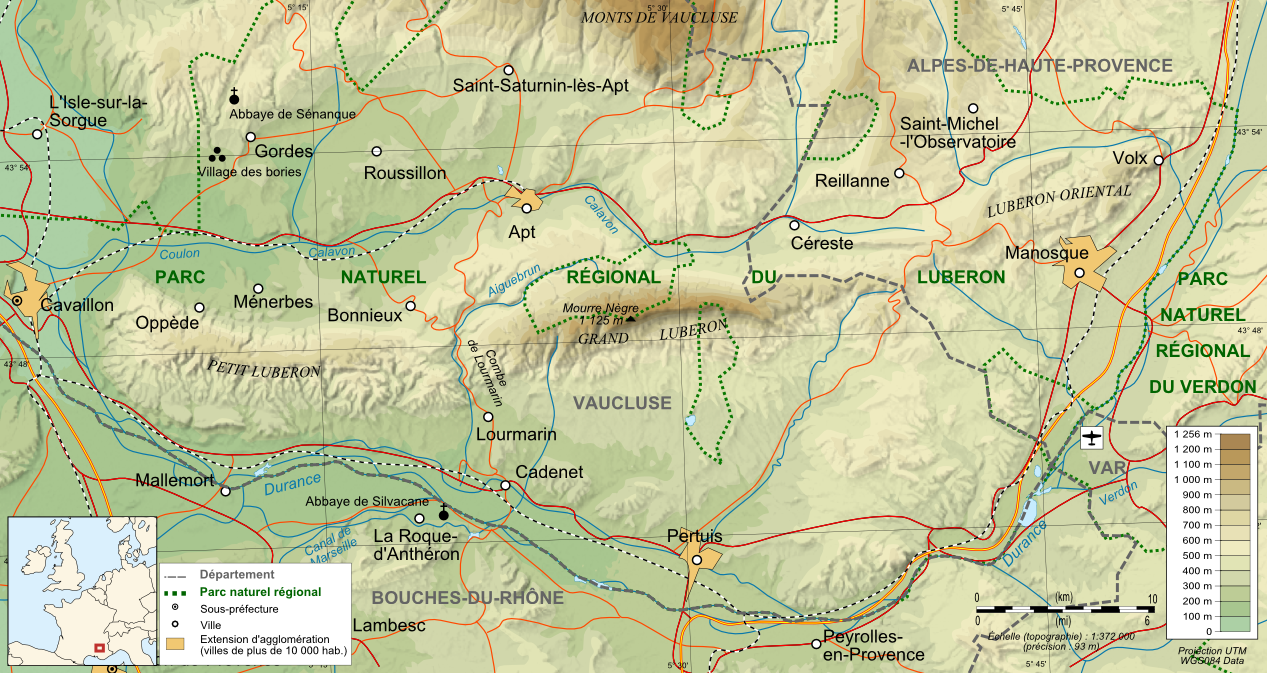
Le territoire du parc naturel régional du Luberon.

Au cœur de la Provence, dans le Luberon, Sannes est située en pays d'Aigues, sous le sommet de Mourre Nègre, à 7 km de La Tour-d'Aigues, 5,5 km de Cucuron, 9 km de Pertuis, 30 km d'Aix-en-Provence et 55 km de Marseille. Le hameau de Roque-Colombe, sur les hauteurs au nord, est l'aire urbaine la plus importante de la commune. La commune est membre du parc naturel régional du Luberon.

### Sismicité
Les cantons de Bonnieux, Apt, Cadenet, Cavaillon, et Pertuis sont classés en zone Ib (risque faible). Les autres cantons du département de Vaucluse sont classés en zone Ia (risque très faible). Ce zonage correspond à une sismicité ne se traduisant qu'exceptionnellement par la destruction de bâtiments.

### Géologie
Le massif du Luberon compose l'autre partie de la commune. Cette chaîne a commencé à se former au Crétacé inférieur, c'est-à-dire entre -135 et -95 millions d'années, pour finir de se plisser à partir de -15 millions d'années d'abord dans un axe nord-sud, puis de N.NE-S.SO. entre -7 et -3 millions d'années. Ces compressions successives ont trouvé leurs termes au Pliocène.

### Hydrographie
La commune est située en bordure de l'Èze, et une partie de l'étang de la Bonde est sur son territoire.

### Climat
Pour des articles plus généraux, voir Climat de Provence-Alpes-Côte d'Azur et Climat de Vaucluse.
En 2010, le climat de la commune est de type climat méditerranéen franc, selon une étude du Centre national de la recherche scientifique s'appuyant sur une série de données couvrant la période 1971-2000. En 2020, Météo-France publie une typologie des climats de la France métropolitaine dans laquelle la commune est exposée à un climat méditerranéen et est dans la région climatique  Provence, Languedoc-Roussillon, caractérisée par une pluviométrie faible en été, un très bon ensoleillement (2 600 h/an), un été chaud (21,5 °C), un air très sec en été, sec en toutes saisons, des vents forts (fréquence de 40 à 50 % de vents > 5 m/s) et peu de brouillards. 
Pour la période 1971-2000, la température annuelle moyenne est de 12,9 °C, avec une amplitude thermique annuelle de 16,7 °C. Le cumul annuel moyen de précipitations est de 700 mm, avec 5,8 jours de précipitations en janvier et 2,6 jours en juillet. Pour la période 1991-2020, la température moyenne annuelle observée sur la station météorologique installée sur la commune est de 13,5 °C et le cumul annuel moyen de précipitations est de 692,8 mm. 
La température maximale relevée sur cette station est de 42,3 °C, atteinte le 28 juin 2019 ; la température minimale est de −14,5 °C, atteinte le 30 décembre 1996,,. 
| Mois                                  | jan.           | fév.         | mars            | avril         | mai           | juin          | jui.          | août          | sep.          | oct.            | nov.            | déc.             | année      |
| ------------------------------------- | -------------- | ------------ | --------------- | ------------- | ------------- | ------------- | ------------- | ------------- | ------------- | --------------- | --------------- | ---------------- | ---------- |
| Température minimale moyenne (°C)     | 0,3            | 0,2          | 3               | 5,9           | 9,7           | 12,8          | 14,8          | 14,7          | 11,5          | 8,8             | 4,2             | 1,1              | 7,2        |
| Température moyenne (°C)              | 5,4            | 6            | 9,3             | 12,2          | 16,3          | 20,1          | 22,5          | 22,3          | 18,2          | 14,4            | 9,2             | 5,9              | 13,5       |
| Température maximale moyenne (°C)     | 10,5           | 11,8         | 15,6            | 18,5          | 22,9          | 27,3          | 30,2          | 29,9          | 25            | 20              | 14,2            | 10,7             | 19,7       |
| Record de froid (°C) date du record   | −10,8 30.01.05 | −14 11.02.12 | −11 02.03.05    | −5,8 08.04.21 | −0,5 07.05.19 | 2,3 03.06.06  | 5,7 17.07.00  | 5,2 31.08.10  | 0,9 18.09.01  | −4,6 30.10.1997 | −8,6 23.11.1998 | −14,5 30.12.1996 | −14,5 1996 |
| Record de chaleur (°C) date du record | 19,7 10.01.15  | 23 27.02.19  | 25,4 17.03.1997 | 28,9 29.04.05 | 33,1 24.05.09 | 42,3 28.06.19 | 37,1 31.07.17 | 38,8 04.08.17 | 34,6 04.09.16 | 30,2 02.10.1997 | 22,8 18.11.15   | 21,5 23.12.1991  | 42,3 2019  |
| Précipitations (mm)                   | 51,6           | 38,7         | 40,4            | 62,3          | 58,7          | 40,5          | 25,5          | 41,5          | 91,2          | 86,5            | 96,7            | 59,2             | 692,8      |

| Diagramme climatique                                  |             |           |             |             |              |              |              |            |           |             |             |
| J                                                     | F           | M         | A           | M           | J            | J            | A            | S          | O         | N           | D           |
| 10,50,351,6                                           | 11,80,238,7 | 15,6340,4 | 18,55,962,3 | 22,99,758,7 | 27,312,840,5 | 30,214,825,5 | 29,914,741,5 | 2511,591,2 | 208,886,5 | 14,24,296,7 | 10,71,159,2 |
| Moyennes : • Temp. maxi et mini °C • Précipitation mm |             |           |             |             |              |              |              |            |           |             |             |

Les paramètres climatiques de la commune ont été estimés pour le milieu du siècle (2041-2070) selon différents scénarios d'émission de gaz à effet de serre à partir des nouvelles projections climatiques de référence DRIAS-2020. Ils sont consultables sur un site dédié publié par Météo-France en novembre 2022.

### Voies de communication et transports

#### Voies routières
Le village de Sannes est traversé par la D 27 reliant Grambois à Cucuron. Le village est situé à environ 35 min d'Aix-en-Provence.
Distance des grandes villes françaises
L'orientation et la localisation de Sannes par rapport à quelques grandes villes françaises sont données dans le tableau suivant. Distance à vol d'oiseau :
| Ville                | Marseille | Montpellier  | Nice         | Lyon       | Toulouse   | Bordeaux   | Strasbourg   | Paris      | Nantes       | Rennes       | Lille      |
| Distance Orientation | 52 km (S) | 131 km (S-O) | 143 km (S-E) | 229 km (N) | 326 km (O) | 499 km (O) | 565 km (N-E) | 618 km (N) | 673 km (N-O) | 736 km (N-0) | 787 km (N) |

#### Services autocars

##### Lignes départementales
Le village est desservi par une ligne départementale :
| Ligne | Tracé                                                   |
| ----- | ------------------------------------------------------- |
| 17.1  | Sannes ↔ Cabrières-d'Aigues ↔ Pertuis ↔ Aix-en-Provence |

### Relief
La commune, sur les contreforts sud du massif du Luberon, à une altitude moyenne entre 300 et 310 mètres. Le point le plus bas est situé au sud de la commune, à proximité du château, et le point le plus haut sur une colline au nord.

## Urbanisme

### Typologie
Au 1er janvier 2024, Sannes est catégorisée commune rurale à habitat dispersé, selon la nouvelle grille communale de densité à sept niveaux définie par l'Insee en 2022.
Elle est située hors unité urbaine et hors attraction des villes,.

### Occupation des sols
L'occupation des sols de la commune, telle qu'elle ressort de la base de données européenne d’occupation biophysique des sols Corine Land Cover (CLC), est marquée par l'importance des territoires agricoles (100 % en 2018), une proportion identique à celle de 1990 (100 %). La répartition détaillée en 2018 est la suivante : 
cultures permanentes (59,2 %), zones agricoles hétérogènes (40,8 %). L'évolution de l’occupation des sols de la commune et de ses infrastructures peut être observée sur les différentes représentations cartographiques du territoire : la carte de Cassini (XVIIIe siècle), la carte d'état-major (1820-1866) et les cartes ou photos aériennes de l'IGN pour la période actuelle (1950 à aujourd'hui).

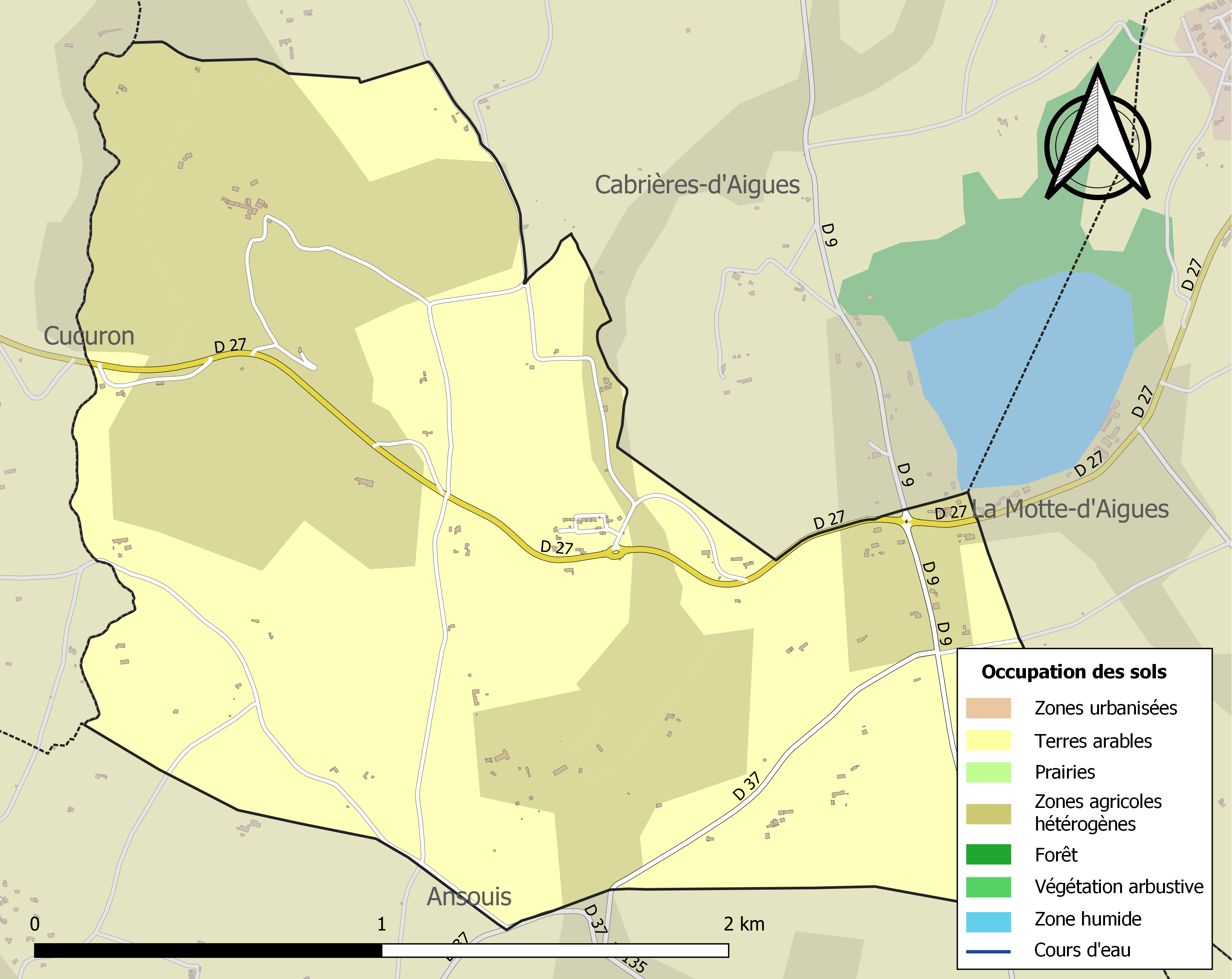
Carte des infrastructures et de l'occupation des sols de la commune en 2018 (CLC).

### Logement
Sannes comptait 119 logements en 2016.
Les résidences principales représentent 62 logements soit 79,2 % du parc, les résidences secondaires 19,9 % et les logements vacants 0,9 %.

## Toponymie
Le nom du village résulte de la corruption d'Acianus, comme en témoigne la mention in castro Acianae de 1045, formé du nom gallo-romain Acius et du suffixe d'appartenance -anus. En provençal, sa graphie est Sano ou Sana. De 1793 à 1801, le nom officiel fut Saunes avant de prendre, en 1801, l'appellation définitive de Sannes.

## Histoire

### Antiquité

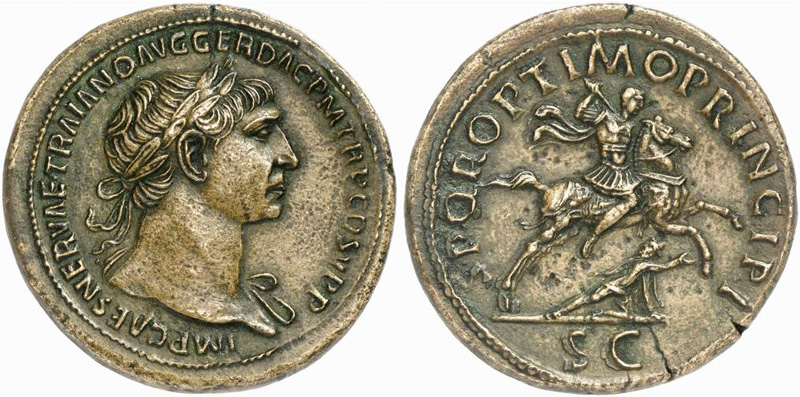
Monnayage romain de l'époque classique : un sesterce de Trajan, 105 ap. J.-C.

Près de la ferme des Clots, la mise au jour d’une nécropole gallo-romaine, avec vingt-quatre urnes funéraires et de nombreuses fosses d’incinération comportant du mobilier, les vestiges de murs en petit appareil, les monceaux de tuiles romaines et un nombre important de restes d’amphores, a permis de supposer que l’on se trouvait en présence d’un petit vicus.
La découverte de monnaies datant de Domitien, Nerva et Trajan situe son existence entre le Ier et le IIe. La toponymie nous donne même le nom de son fondateur : Acius.
Ce vicus était christianisé dès le IVe ou Ve siècle, puisque le musée d’Apt a dans ses collections un superbe sarcophage de cette période représentant le Christ levant sa croix entre deux apôtres. Il était primitivement entreposé à l’intérieur de la chapelle Saint-Pierre, située en bordure d’une ancienne voie romaine.

### Moyen Âge
Cette chapelle, la chapelle Saint-Pierre, sise in castro Acianæ fut donnée, en 1045, à l’abbaye Saint-Victor de Marseille par Pons Arbald et Farald Varacon avec Saint-Michel d’Aciane, prieuré aujourd’hui disparu.
Le fief de Sannes relevait du comté de Forcalquier au XIIe siècle. Lorsque ce comté perd son indépendance en 1209, à la mort de Guillaume II, un de ses neveux, Guillaume de Sabran tente de le relever. Après une lutte de dix ans, il passe un accord à Meyrargues le 29 juin 1220 avec Raimond Bérenger IV, comte de Provence et lui aussi héritier du comté de Forcalquier. Par cet accord, la moitié sud du comté, dont Sannes, lui est donnée. Guillaume de Sabran conserve sa moitié de comté jusqu'à sa mort, vers 1250.
Au cours du Moyen Âge le nom du village évolua en Sannia (1155) puis en Assana (1274).
Dépendant de la viguerie d’Apt, il fut l’un des fiefs des Sabran.
Les vaudois furent présents dans la commune, comme dans tout le Luberon.

### Temps modernes
Au début du XVe siècle, cette famille, en gêne pécuniaire, rattacha le village à Ansouis, au grand dam des habitants qui portèrent l’affaire devant le Parlement de Grenoble. Les magistrats prirent leur temps pour proclamer, en 1468, le bon droit des Sabran.
Ils s’en débarrassent en 1603 en vendant leur seigneurie aux Thibaud de Tisati. Le vi Castellas (XIe siècle) étant en ruines, les nouveaux seigneurs firent bâtir en 1661, le château neuf qui a conservé ses très beaux plafonds à la française.
Dès le début du XVIIIe siècle, Sannes passe par mariage à la  famille de Saqui de Sannes de Collobrières. En 1740, ceux-ci accordèrent certaines libertés aux villageois et le droit de garder leurs archives. La Révolution permit à Sannes de retrouver son indépendance et un statut communal.

## Politique et administration

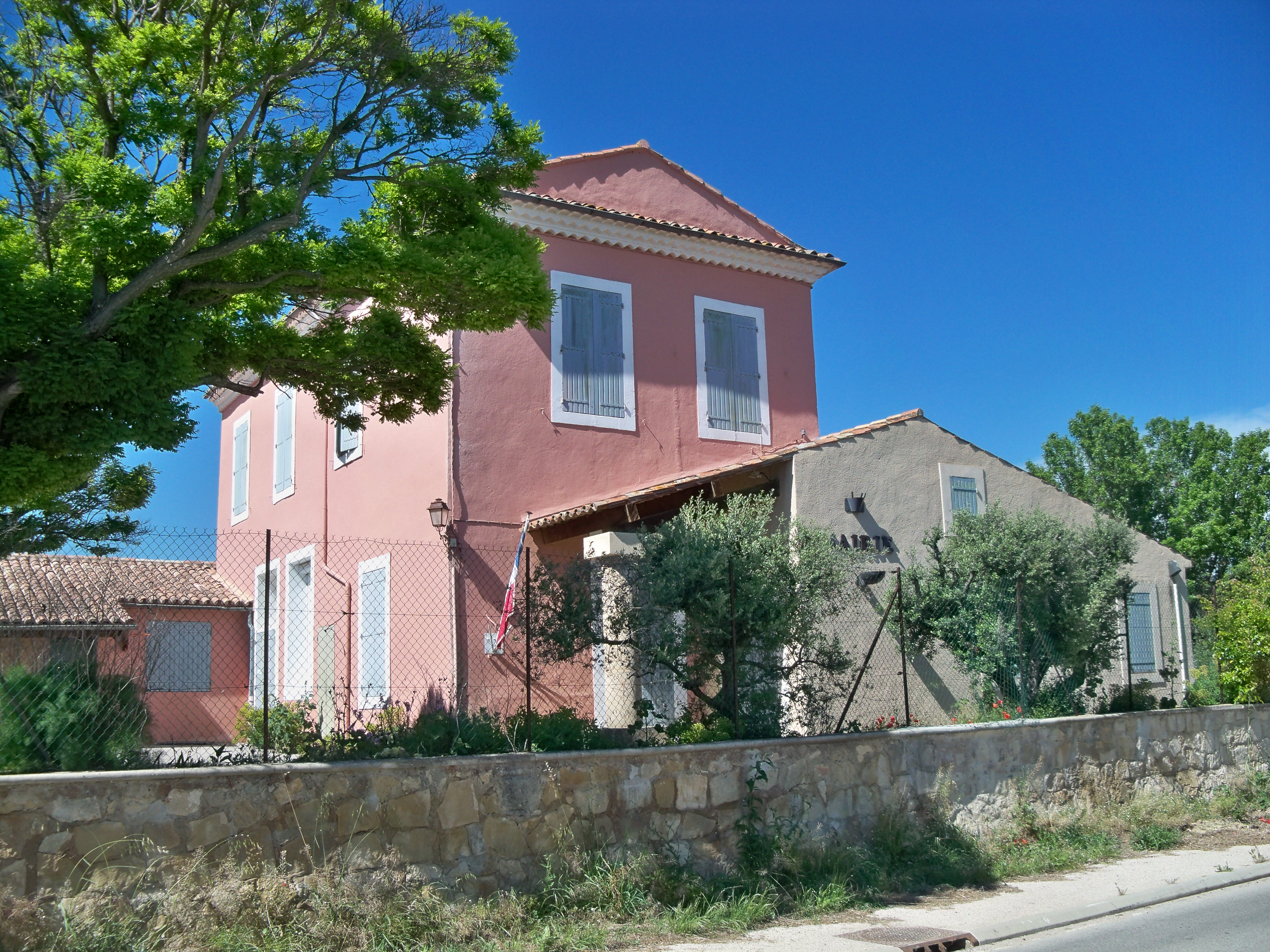
Mairie de Sannes (84).

### Conseil municipal
De par sa taille, la commune dispose d'un conseil municipal de 11 membres (article L2121-2 du Code général des collectivités territoriales). Lors du scrutin de 2008 la maire sortante Monique Barnouin a obtenu le onzième total de la liste unique.

### Liste des maires
| Période                                  | Période  | Identité         | Étiquette | Qualité |
| ---------------------------------------- | -------- | ---------------- | --------- | ------- |
| avant 1988                               | ?        | Gilbert Villemus |           |         |
| mars 2001                                | En cours | Monique Barnouin |           |         |
| Les données manquantes sont à compléter. |          |                  |           |         |

### Instances administratives et juridiques
Sannes est la plus petite (en surface et population) des quatorze communes du canton de Pertuis qui totalise 32 492 habitants en 2006. Le canton fait partie de l'arrondissement d'Apt depuis 1801 (sauf de 1926 à 1933 où ce fut Cavaillon) et de la cinquième circonscription de Vaucluse depuis 2010 (avant l'ordonnance no 2009-935 du 29 juillet 2009 elle appartenait à la deuxième circonscription de Vaucluse). Sannes fait partie du canton de Pertuis depuis 1801 après avoir fait partie du canton de Cucuron de 1793 à 1801.
Sannes fait partie de la juridiction d’instance d’Apt, mais du greffe détaché Pertuis, et de grande instance, de prud'homale, de commerce et d'affaires de Sécurité sociale d’Avignon.

### Politique environnementale
Collecte et traitement des déchets des ménages et déchets assimilés et protection et mise en valeur de l'environnement dans le cadre de la communauté de communes Luberon-Durance.
La commune, de par la communauté de communes, fait partie du syndicat mixte intercommunautaire pour l'étude, la construction et l'exploitation d'unités de traitement des ordures ménagères de la région de Cavaillon (Sieceutom).
La commune fait partie du syndicat intercommunal à vocations multiples (SIVOM) Durance-Luberon qui est un établissement public de coopération intercommunale (EPCI) qui regroupe 21 communes des 23 communes (Lourmarin et Vaugines n'en font pas partie) des deux cantons de Pertuis et de Cadenet a pour compétence la distribution de l'eau et l'assainissement. Il a été créé en 1989 par transformation du syndicat intercommunal créé en 1946 mais qui n'avait comme compétence que la distribution de l'eau. Il comprend 42 membres (deux par commune). Son président est Maurice Lovisolo (vice-président du conseil général de Vaucluse). Le prix de l'assainissement est variable dans chaque commune (à cause de la surtaxe communale) alors que celui de l'eau est identique.

### Fiscalité
| Taxe                                                | Part communale | Part intercommunale | Part départementale | Part régionale |
| --------------------------------------------------- | -------------- | ------------------- | ------------------- | -------------- |
| Taxe d'habitation (TH)                              | 7,09 %         | 0,19 %              | 7,55 %              | 0,00 %         |
| Taxe foncière sur les propriétés bâties (TFPB)      | 7,40 %         | 0,25 %              | 10,20 %             | 2,36 %         |
| Taxe foncière sur les propriétés non bâties (TFPNB) | 18,19 %        | 0,25 %              | 28,96 %             | 8,85 %         |
| Taxe professionnelle (TP)                           | 00,00 %        | 20,36 %             | 13,00 %             | 3,84 %         |

La part régionale de la taxe d'habitation n'est pas applicable.
La taxe professionnelle est remplacée en 2010 par la cotisation foncière des entreprises (CFE) portant sur la valeur locative des biens immobiliers et par la contribution sur la valeur ajoutée des entreprises (CVAE) (les deux formant la contribution économique territoriale (CET) qui est un impôt local instauré par la loi de finances pour 2010).

### Intercommunalité
Sannes fait partie de la communauté de communes Luberon-Durance.

## Population et société

### Démographie

#### Évolution démographique
Le recensement de 1826, qui ne serait qu'une réactualisation de celui de 1821, n'a pas été retenu.

Le recensement de 1871 a été, pour cause de guerre, repoussé à l'année 1872.

Le recensement de 1941, réalisé selon des instructions différentes, ne peut être qualifié de recensement général, et n'a donné lieu à aucune publication officielle.

Les résultats provisoires du recensement par sondage annuel réalisé en 2004, 2005 et 2006 selon les communes sont tous, par convention, affichés à 2006.
L'évolution du nombre d'habitants est connue à travers les recensements de la population effectués dans la commune depuis 1793. Pour les communes de moins de 10 000 habitants, une enquête de recensement portant sur toute la population est réalisée tous les cinq ans, les populations de référence des années intermédiaires étant quant à elles estimées par interpolation ou extrapolation. Pour la commune, le premier recensement exhaustif entrant dans le cadre du nouveau dispositif a été réalisé en 2005.

En 2022, la commune comptait 292 habitants, en évolution de +26,96 % par rapport à 2016 (Vaucluse : +1,73 %, France hors Mayotte : +2,11 %).
| 1793 | 1800 | 1806 | 1821 | 1831 | 1836 | 1841 | 1846 | 1851 |
| ---- | ---- | ---- | ---- | ---- | ---- | ---- | ---- | ---- |
| 96   | 102  | 133  | 142  | 149  | 157  | 150  | 166  | 161  |

| 1856 | 1861 | 1866 | 1872 | 1876 | 1881 | 1886 | 1891 | 1896 |
| ---- | ---- | ---- | ---- | ---- | ---- | ---- | ---- | ---- |
| 180  | 166  | 168  | 150  | 139  | 124  | 128  | 125  | 106  |

| 1901 | 1906 | 1911 | 1921 | 1926 | 1931 | 1936 | 1946 | 1954 |
| ---- | ---- | ---- | ---- | ---- | ---- | ---- | ---- | ---- |
| 107  | 115  | 101  | 92   | 100  | 101  | 111  | 113  | 104  |

| 1962 | 1968 | 1975 | 1982 | 1990 | 1999 | 2005 | 2006 | 2010 |
| ---- | ---- | ---- | ---- | ---- | ---- | ---- | ---- | ---- |
| 93   | 80   | 124  | 101  | 131  | 167  | 165  | 162  | 173  |

| 2015 | 2020 | 2022 | - | - | - | - | - | - |
| ---- | ---- | ---- | - | - | - | - | - | - |
| 212  | 278  | 292  | - | - | - | - | - | - |

#### Superficie et population
Le village de Sannes a une superficie de 35,7 km² et une population de 247 habitants (Population municipale légale en vigueur au 1er janvier 2019, recensement de 2016), ce qui la classe :
| Rang                       | Superficie | Population | Densité |
| -------------------------- | ---------- | ---------- | ------- |
| France                     | 30576e     | 24749e     | 15104e  |
| Provence-Alpes-Côte-d'Azur | 921e       | 722e       | 421e    |
| Vaucluse                   | 145e       | 134e       | 86e     |
| Arrondissement d'Apt       | 54e        | 48e        | 28e     |
| Canton de Pertuis          | 15e        | 14e        | 10e     |

### Enseignement
Plus d'écoles à Sannes, les élèves vont à l'école maternelle puis à l'école primaire et le collège Albert-Camus à La Tour-d'Aigues,, puis le lycée Val-de-Durance à Pertuis (enseignement général) ou lycée Alexandre-Dumas à Cavaillon soit lycée Alphonse-Benoit à L'Isle-sur-la-Sorgue (enseignements techniques).

### Sports

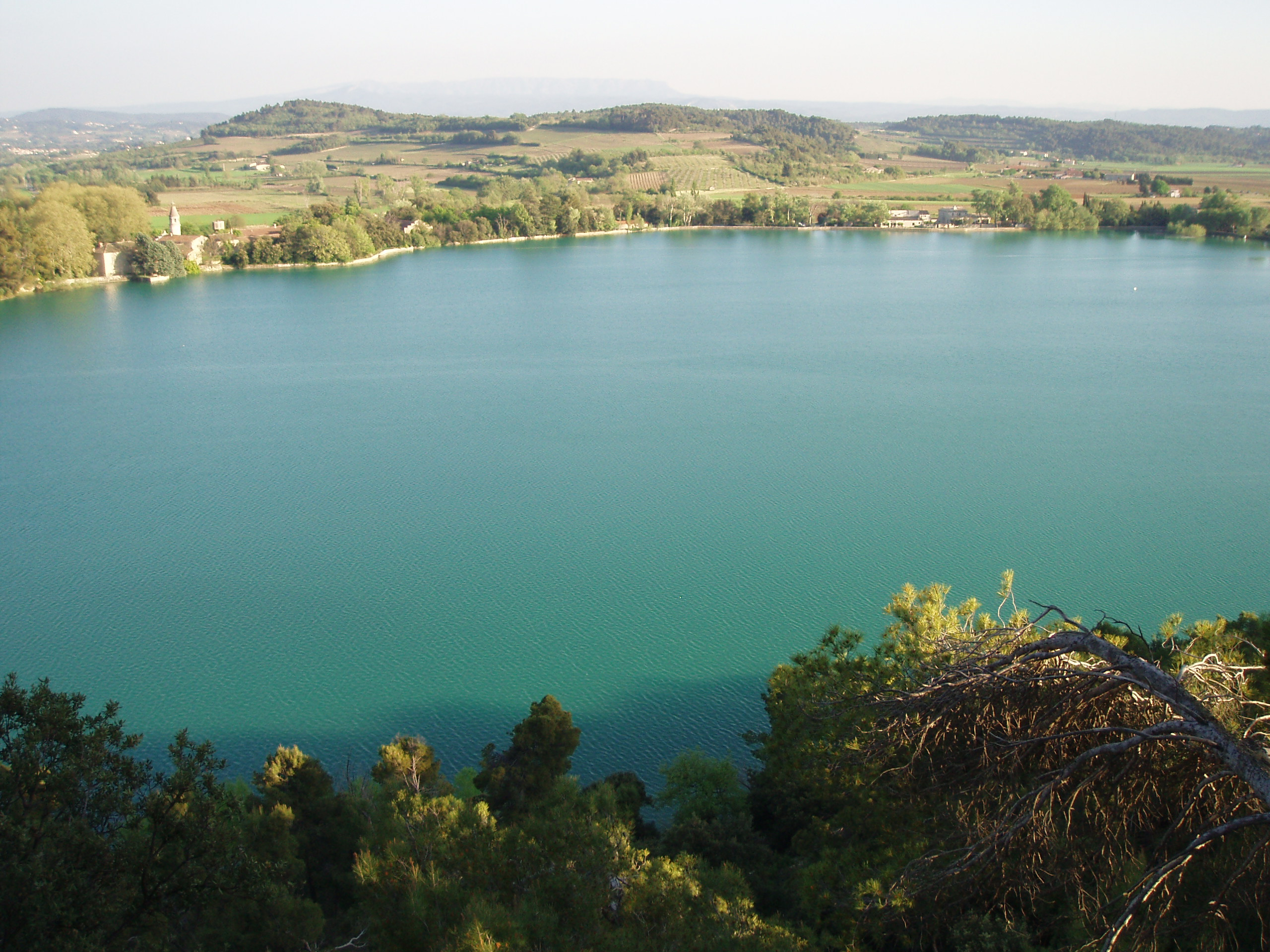
Étang de la Bonde.

La commune permet la pratique de la randonnée.
La directe proximité de l'étang de la Bonde (en bordure de commune au sud), la pratique de la baignade, ainsi que la pêche et la planche à voile sont possibles. Le plan d'eau de la Bonde est ainsi ouvert à la baignade toute l'année et est surveillé à partir du 1er juillet jusqu'au 31 août sur la plage principale côté ouest (commune voisine) de l'étang face au camping. L'entrée du parking de cette plage est payant durant la période estivale, mais on peut se garer librement vers la digue sud sur le parking du restaurant du lac. Quatre courts de tennis sont à disposition toute l'année.

### Santé
Pertuis, la ville du secteur, possède des services ambulanciers, hospitaliers, etc.

### Cultes
Catholique. Sannes est l'une des 21 communes de la doyenné de Pertuis.

### Services publics
Sannes dépend des services publics de Pertuis.

## Économie
En 2007, le revenu fiscal médian par ménage était de 16 926 €, seuls 39 % de ces foyers sont imposés avec un revenu net de 19 863 € représentant un impôt moyen de 1 769 €.

### Population active
La population âgée de 15 à 64 ans s'élevait en 2007 à 108 personnes (119 en 1999), parmi lesquelles on comptait 75,5 % d'actifs dont 70,9 % ayant un emploi et 4,5 % de chômeurs (contre 5,9 % en 1999).

### Tourisme
Comme l'ensemble des communes du Luberon, le tourisme joue un rôle, directement ou indirectement, dans l'économie locale.
On peut considérer trois principales sortes de tourisme en Luberon. Tout d'abord, un tourisme historique et culturel qui s'appuie sur le riche patrimoine des villages perchés ou sur des festivals. Ensuite, un tourisme récréatif qui se traduit par un important développement des chambres d'hôtes, de l'hôtellerie et de la location saisonnière, par une concentration importante de piscines et par des animations comme des marchés provençaux. Enfin, un tourisme vert qui profite des nombreux chemins de randonnées et du cadre protégé qu'offrent le Luberon et ses environs.
De nombreux gites ou chambres d'hôtes sont présents dans la commune.

### Agriculture
Sannes est une très petite commune dont le territoire est agricole à 87 %.
Vignes

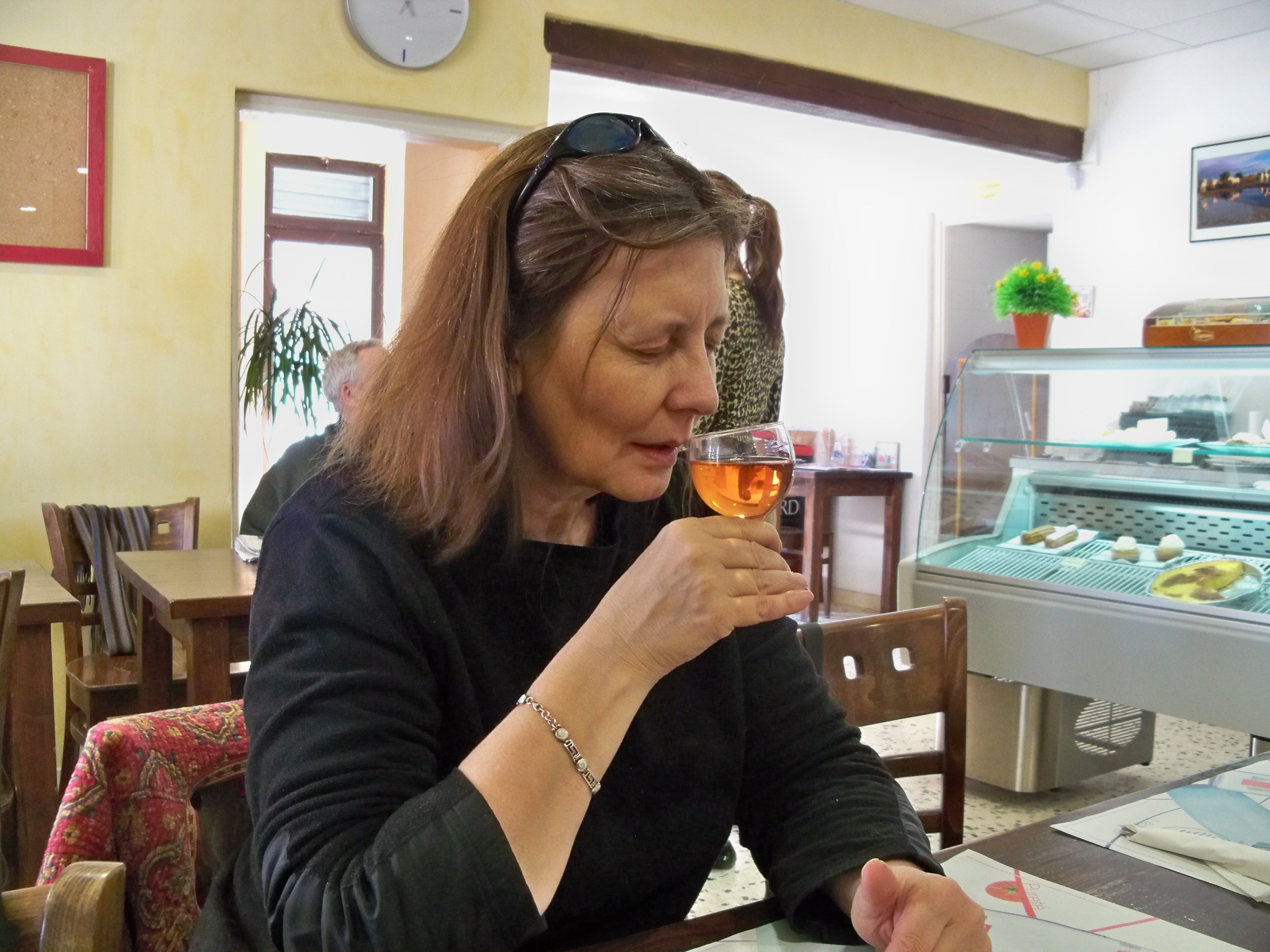
Dégustation à Sannes du vin de pays d'Aigues.

La commune produit des vins ayant quatre appellations reconnues par INAO, un AOC les côtes-du-luberon. Les vins qui ne sont pas en appellation d'origine contrôlée peuvent revendiquer, après agrément avoir le label indication géographique protégée (IGP) vin de pays d'Aigues qui peuvent être blanc, rosé, rouge. Les viticulteurs produisent aussi un autre label IGP les Vins de Pays de Vaucluse qui peuvent être blanc, rosé, rouge. Mais également un autre label IGP Vin de pays de Méditerranée qui peut être blanc, rosé, rouge.
Huile d'olive de Provence AOC
L'huile d'olive de Provence est protégée par une appellation d'origine contrôlée (AOC) à la suite d'une enquête diligentée par l'INAO, dont les conclusions ont été déposées auprès de la commission le 26 octobre 2006, réunie à Arles, et la signature du décret parut au Journal officiel le 14 mars 2007.
Pour pouvoir postuler à l'AOC, l'huile d'olive de Provence doit être élaborée à base des variétés aglandau, bouteillan, cayon, salonenque ainsi que celles dénommées localement brun, cayet, petit ribier et belgentiéroise. Il faut au moins deux de ces variétés principales présentes au sein de l'oliveraie,.
Dans la commune de Sannes quelques oliveraies répondent à ses critères.
Cerises
À Sannes sont cultivées des cerises ayant l'Indication géographique protégée Ventoux se caractérise par sa production dans la zone des coteaux du Ventoux, par sa cueillette à maturité optimale et par son calibre moyen minimum garanti à 24 mm.
Agneau de Sisteron 
Les agneaux élevés pendant 60 jours minimum avec la mère en bergerie, et ayant un âge compris entre 70 et 150 jours, et pesant de 13 à 19 kg peuvent prétendre à l'IGP label rouge Agneau de Sisteron.
Miel
Les apiculteurs produisant du miel ayant les caractéristiques suivantes : miel monofloral ou polyfloral, y compris miel de miellat, issu de la flore spontanée de Provence ou d'une culture spécifique à la Provence, à l'exception des cultures de colza, de tournesol ou de luzerne ainsi que toute autre culture non spécifique avec des pollens spécifiques à la Provence, spectre pollinique des miels devant, dans tous les cas, présenter une spécificité provençale peuvent prétendre à l'appellation IGP Miel de Provence.

## Lieux et monuments

### Patrimoine civil
Le Château de Sannes, au sud de la commune, est un simple pavillon érigé au début du XVIIe siècle par Jean de Thibaud de Tisati. Son fils Melchior en fit une gentilhommière en l'agrandissant d'un porche à travée Toscane. En 1661, une petite chapelle est construite à l'angle nord-est. En 1679, ce fut une terrasse et quand au début du XVIIIe siècle la fille de Melchior épousa Antoine de Saqui, le domaine fut orné du monogramme des deux familles : SS pour Saqui-Sannes. Vers 1760, une extension à l'ouest permit de rejoindre la chapelle. À la Révolution, Sannes fut pillé. Le château fut racheté en 1970 par la famille Faucher-Poilpot. En 2017, il est racheté par le président du MEDEF, Pierre Gattaz, pour la somme de 11 millions d'euros.

### Patrimoine religieux
La commune de Sannes ne possède pas d'église paroissiale, mais plusieurs chapelles :
- La Chapelle Saint-Pierre-des-Vignes d'origine romane, remaniée aux XVIIe et XVIIIe siècles, isolée au nord, perchée sur un mamelon le long de la route Sannes-Cucuron. Cette chapelle est citée en 1045 en même temps que la première mention du village. Elle se compose d'une nef et d'un transept de dimensions sensiblement égales et d'une abside en cul-de-four (vestige de la construction romane), clocher-arcade, joli oculus ; sarcophage paléo-chrétien trouvé à proximité (déposé au musée d'Apt). On remarque peints sur les murs du chœur deux étranges personnages : à droite, un pêcheur en jeans : Saint-Pierre avec une clé a son cou et un panier en osier garni de poissons à Bouillabaisse et à gauche, une ravissante fille aux longs cheveux blonds flottant dans le vent, c'est la vierge.
- La Chapelle du château de Sannes, qui date du XVIIe siècle, et comporte un petit clocheton.
- La Chapelle privée du XIIe siècle.
- Le Bel oratoire Sainte-Anne.

### Personnalités liées à la commune
- Alice Huet, comédienne dans la série Plus belle la vie.

### Héraldique
| Blason de Sault | Les armes peuvent se blasonner ainsi : De gueules, au chevron d'argent accompagné en chef de deux iris d'eau d'or, et en pointe d'une ancre de vaisseau à quatre branches, du même |